# Romualdo García
Romualdo García (Silao, 6 de febrero de 1852 – Guanajuato, 17 de julio de 1930) fue un fotógrafo mexicano. Su trabajo se centra principalmente en el retrato. Fotografió a personas de todos los estratos sociales, profesiones y edades de la sociedad guanajuatense del periodo porfiriano, así mismo, practicó la fotografía post mortem.

## Biografía
Romualdo García Torres nació en Silao, Guanajuato, en febrero de 1852, pero fue llevado desde muy joven a radicar a la ciudad de Guanajuato por su madre, quien había sido invitada a trabajar en la Botica de la Cruz Verde, propiedad de su pariente Cenobio Vázquez. Su infancia transcurrió trabajando en la botica, lugar donde conoció al científico Vicente Fernández Rodríguez, quien introdujo a Romualdo en el estudio de la física y la química.
En la Escuela de Artes y Oficios de Guanajuato, García estudió pintura y música, pero sus conocimientos de física y química lo llevaron a experimentar con la fotografía. En 1887 abrió su estudio fotográfico en la calle Cantarranas, en el centro de Guanajuato. Fue aquí donde tomó retratos de personas pertenecientes a todos los estratos de la sociedad guanajuatense, también documentó eventos de importancia para la vida de la ciudad y generó una famosa colección de fotografías de personas muertas, tradición que se tenía en aquellos tiempos.
Participó en concursos nacionales e internacionales, como el concurso de la Exposición Universal de París de 1889, donde obtuvo la medalla de bronce por su trabajo; la misma exposición le entregó 11 años después dos medallas y dos diplomas.
El 1 de julio de 1905 una gran inundación azotó a Guanajuato, lo que provocó que Romualdo García perdiera su estudio con todos sus negativos, por lo que su obra anterior a esta fecha se ha perdido para siempre. Los últimos trabajos del fotógrafo datan de 1914, año en que dejó el estudio en manos de sus hijos.
Romualdo García falleció el 17 de julio de 1930 a causa de un tumor renal.

## Legado
La obra fotográfica de García está incluida en numerosas exposiciones y catálogos, tanto en México como en el extranjero. El día de hoy puede apreciarse su legado en la fototeca del Museo Regional de Guanajuato Alhóndiga de Granaditas, que lleva su nombre. La fototeca cuenta con un acervo de más de 22 000 piezas que incluyen transparencias, daguerrotipos, litografías y álbumes; se le considera la tercera fototeca más importante a nivel nacional, por la cantidad y la calidad de sus imágenes.

## Galería
|  |
|  |

|  |
|  |

|  |
|  |

|  |
|  |

|  |
|  |